# Dorothee Kern
Dorothee Kern, geboren als Dorothee Hübner (* 19. Januar 1966) ist eine deutsche Biochemikerin und ehemalige Basketballspielerin.

## Leben
Die Tochter des Biochemikers Gerhard Hübner schloss 1989 an der Martin-Luther-Universität Halle-Wittenberg ein Studium und 1994 ebendort eine Doktorarbeit im Fach Biochemie ab. Für ihre Doktorarbeit wurde ihr der „Dorothea-Erxleben-Preis“ verliehen. Von 1995 bis 1998 arbeitete sie im Fachbereich Strukturbiologie der Abteilung Chemie und Biologie an der University of California, Berkeley in den Vereinigten Staaten. 1999 trat sie an der Brandeis University im US-Bundesstaat Massachusetts eine Stelle als Assistenzprofessorin für Biochemie an und wurde 2004 dort auf eine ordentliche Professur berufen. Zusätzlich wurde Kern 2005 Forscherin am Howard Hughes Medical Institute in Washington, D.C. 2003 wurde sie mit dem „Pfizer Award“ der Amerikanischen Gesellschaft für Chemie und 2004 mit dem „Margaret-Oakley-Dayhoff-Preis“ der Biophysikalischen Gesellschaft der USA ausgezeichnet. Zu den Schwerpunkten ihrer wissenschaftlichen Arbeit zählen die Proteindynamik in atomistischer Auflösung, die Evolution der Enzymkatalyse, Allosterie und biologische Regulation sowie die Medikamentenentwicklung basierend auf Proteindynamik. Teils arbeitete Kern im Rahmen von Forschungsarbeiten mit ihrem Bruder, dem Physiker Christian Hübner, zusammen. 2016 gehörte Kern in den Vereinigten Staaten mit weiteren Wissenschaftlern zu den Gründerinnen des Unternehmens Relay Therapeutics, das Arzneimittel entwickelt und in das Investoren mehr als 500 Millionen US-Dollar steckten. 2017 wurde Dorothee Kern in der Sektion Humangenetik und Molekulare Medizin als Mitglied mit der Matrikel-Nr. 7737 in die Nationale Akademie der Wissenschaften Leopoldina aufgenommen, 2023 wurde sie in die American Academy of Arts and Sciences gewählt.

### Basketball
Sie spielte Basketball für die BSG KPV 69 Halle und wurde 1988 in der DDR als Basketballspielerin des Jahres ausgezeichnet. Die Aufbauspielerin erhielt 48 Einberufungen in die DDR-Nationalmannschaft und bestritt im Jahr 1991 sieben A-Länderspiele für den Deutschen Basketball Bund. 2013 wurde Kern mit der deutschen Auswahl Weltmeister in der Altersklasse Ü45.
An der Brandeis University brachte Kern ihre Basketballkenntnisse unter anderem als Mitglied des Auswahlgremiums ein, das die Suche nach einem Trainer für die Hochschulmannschaft leitete.

### Familie
Kerns Tochter Nadja spielte Basketball an der University of California, San Diego und studierte dort Biochemie, die jüngere Tochter Julia wurde Mitglied der US-Skilanglaufnationalmannschaft.